# منتصلة نادرة
منتصلة نادرة (الاسم العلمي: Achromobacter insolitus) هي نوع من البكتيريا، سلبية الغرام، تتبع المنتصلة.